# Micromus acutipennis
Micromus acutipennis är en insektsart som beskrevs av Douglas E. Kimmins 1956. Micromus acutipennis ingår i släktet Micromus och familjen florsländor. Inga underarter finns listade i Catalogue of Life.